# Ballantinia
Ballantinia es un género de plantas de flores de la familia Brassicaceae con una sola especie (Ballantinia antipoda). 